# Pallavolo Loreto 2009-2010 (femminile)
Questa voce raccoglie le informazioni riguardanti la Pallavolo Loreto nelle competizioni ufficiali della stagione 2009-2010.

## Organigramma societario
Area direttiva
- Presidente: Antonio Giordano

Area tecnica
- Allenatore: Luciano Sabatini (fino al 22 dicembre 2019), Andrea Pistola (dal 23 dicembre 2019)
- Allenatore in seconda: Roberto Penna
- Assistente allenatore: Michele Delvecchio
- Scout man: Luca Lanari

Area sanitaria
- Medico: Antonio Politi
- Preparatore atletico: Luca Lanari
- Fisioterapista: Giacomo Luna

## Rosa
| N° | Nome                  | Ruolo | Data di nascita  | Nazionalità sportiva |
| -- | --------------------- | ----- | ---------------- | -------------------- |
| 1  | Federica Mastrodicasa | C     | 5 febbraio 1988  | Italia               |
| 2  | Stefania Liguori      | S     | 1º giugno 1989   | Italia               |
| 3  | Francesca Alicino     | L     | 28 dicembre 1981 | Italia               |
| 4  | Maria Elena Ortolani  | S     | 11 dicembre 1989 | Italia               |
| 7  | Sara Sampaolesi       | C     | 2 luglio 1989    | Italia               |
| 8  | Cristina Carravieri   | P     | 24 luglio 1987   | Italia               |
| 9  | Francesca Brutti      | S     | 9 settembre 1993 | Italia               |
| 10 | Sonja Percan          | S     | 8 maggio 1981    | Croazia              |
| 11 | Sara Giuliodori       | C     | 5 giugno 1983    | Italia               |
| 12 | Giulia Pietrelli      | S     | 27 agosto 1988   | Italia               |
| 13 | Vania Beccaria        | S     | 24 luglio 1973   | Italia               |
| 15 | Martina Noseková      | S     | 1º aprile 1985   | Slovacchia           |
| 16 | Simona Battistini     | P     | 31 dicembre 1976 | Italia               |